# مثيلات قرنيات الوجه

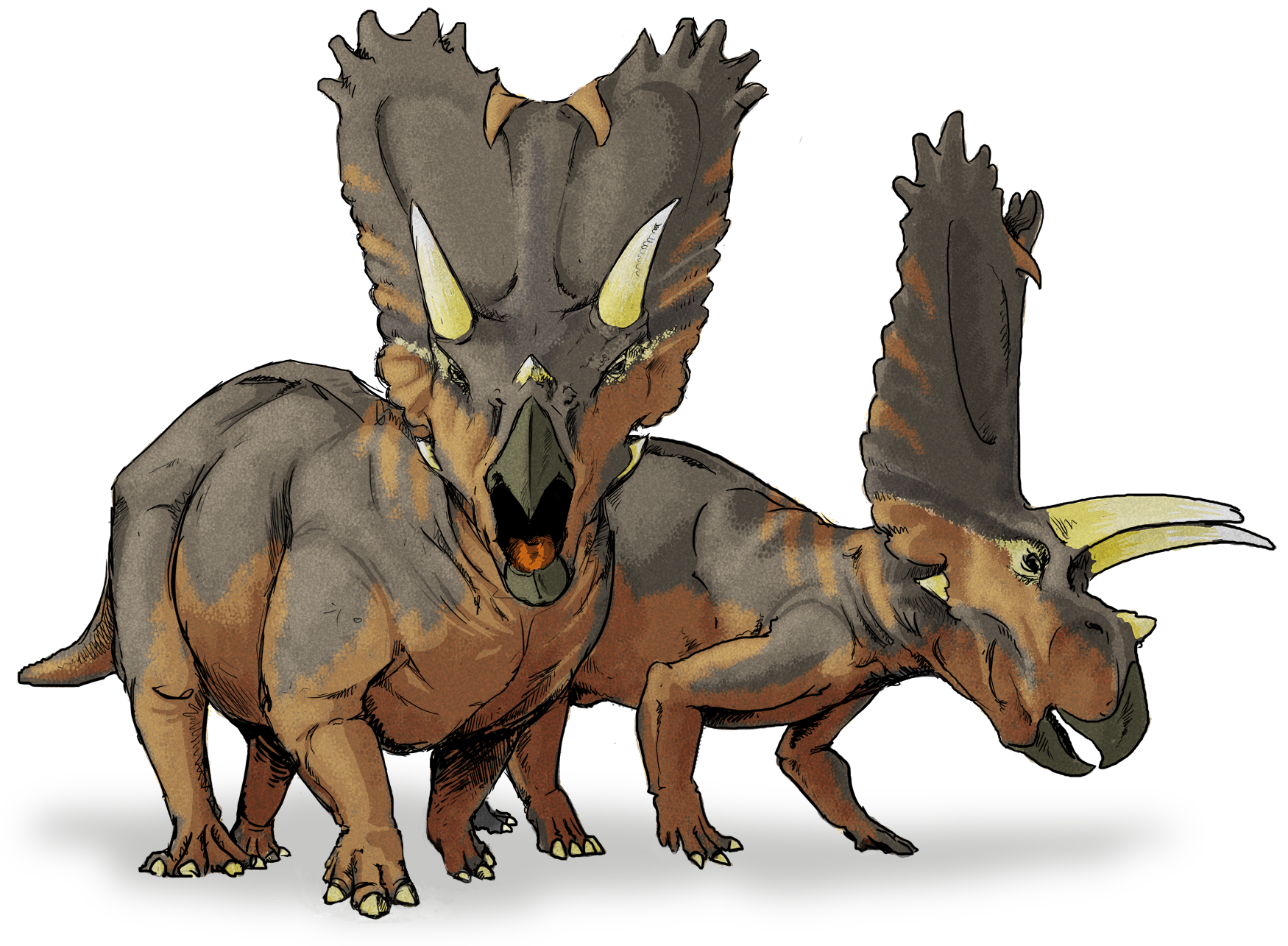
تمثيل لشكل نوع بنتاكيراتبس نبني على أحفوريات عثر عليها.

مثيلات قرنيات الوجه (الاسم العلمي: Ceratopsia) هي دون رتبة تشمل عدة أنواع من طيريات الورك آكلة الأعشاب. عاشت خلال العصر الطباشيري وتتميز بدرع وقرون على الرأس. عثر على حفرياتها في شرق آسيا وأمريكا الشمالية. تنتمي إليها أنواع من البسيتاكوصور والبروتوكيراتبسيا وقرنيات الوجه، كما ينتمي إليها التريسراتبس وغيرها من الديناصورات ذات القرون.
عاشت تلك الفصيلة خلال الجوراسي المتأخر حتى الكريتاسي المتأخر - أي منذ 135 - 65 مليون سنة.

## صفاتها

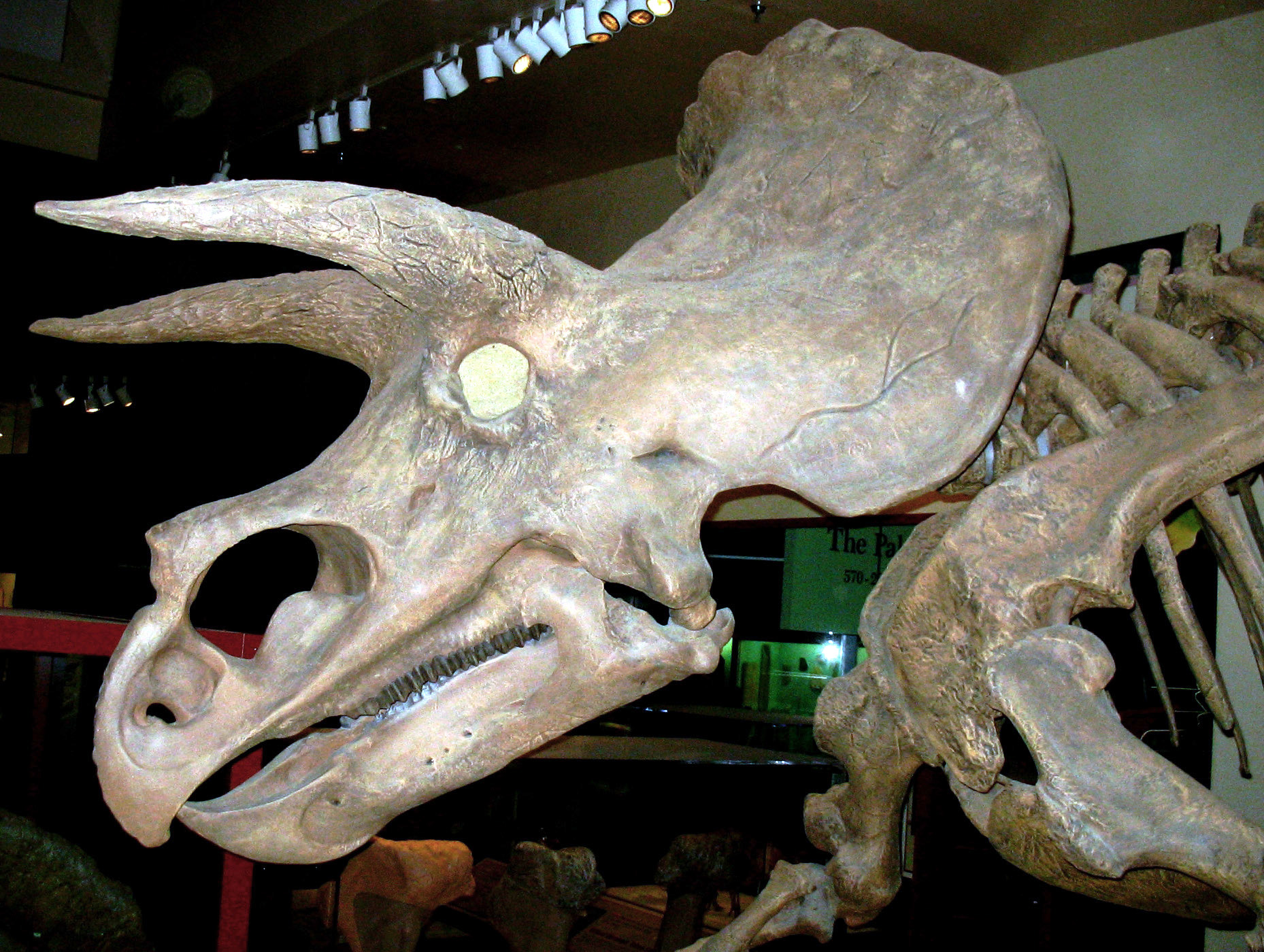
جمجمة تريسراتبس : ويميزها بالإضافة إلى القرنين ودرع الرأس وجود قرن ثالث أعلى الأنف. هذا هو الشكل المميز لدون تبة مثيلات قرنيات الوجه.

تطورت مثيلات قرنيات الوجه وشكلت مجموعة من الأشكال المختلفة منها وتختلف كثيرا عن الديناصورات في بنية أجسامها. وكانت الأنواع الصغيرة منها في حدود 1 إلى 2 متر طولا، بينما وصل التريسراتبس إلى نحو 8 أمتار ووزن يصل إلى عدة أطنان. كانت الأرجل الأمامية أقصر من الأرجل الخلفية، وكان بعضها يمشي على رجلين إثنين ومنها أنواع أخرى كانت تمشي على الأربعة أرجل.
يتميز شكل مثيلات قرنيات الوجه بقرن أعلى الفك العلوي ويختلف في ذلك عن طيريات الورك. كما أن صدغي مثيلات قرنيات الوجه كانت عريضة، كما كان لبعضهم قرونا فوق العينين مثل أفراد فصيلة قرنيات الوجه.
تبين الأسنان أنها كانت مناسبة لأكل الأعشاب، ويبدو أن الأسنان كانت مرتبة في صفوف بحيث تعوض ما يستهلك منهاأسنان تليها.
أثناء تطور مثيلات قرنيات الوجه ظهر درع الرأس فيما بعد، ولكن الدرع لم يظهر في نوع البسيتاكوصور. وصل طول الجمجمة ودرع الرأس أكثر من 2 متر، ويشكل بذلك أكبر جمجمة عثر عليها لحيوانات عاشت على الأرض.

## تطورها وانتشارها
عثر على أقدم الأحفوريات من العصر الجوراسي المتأخر. وأقدمها ينلونج الذي عاش بين نحو 161 - 155 مليون سنة سبقت. من أحفورياته نوعي «شاويانجصور» و«كسوانهواكيراتبس» غير الجيدة، ولكن معظم ما عثر عليه من قرنيات الوجه يعود إلى العصر الطباشيري. وتعددت أشكال قرنيات الوجه مع نهاية العصر الطباشيري. ثم أعقبه انقراض العصر الطباشيري-الثلاثي وقبل نحو 66 مليون سنة انقرضت فيها جميع الديناصورات غير الطيريات.
وتشكل أحفوريات مثيلات قرنيات الوجه التي وجدت في شرق أسيا وغرب شمال أمريكا معظم ما وجد حتى الآن من أحفورياتها. كما أن أقدما وجد في شرق أسيا حيث وعثر هناك على أنواع «ينلونج» وبسيتاكوصور وبروتوكيراتبسيا. أما في الجزء الغربي من أمريكا الشمالية - والذي كان في ذلك الوقت معزولا عن بقية القارة - فكانت معظم ال «لبتوكيراتوسيداي» وفصيلة قرنيات الوجه تعيش هناك. وعثر على عدة أحفوريات في حالة رديئة تظهر انتشار هذه الفصيلة من الديناصور في مناطق متفرقة في بعض القارات : «سيرينديباكيراتوبس» من أستراليا و«نوتوكيراتبس» من أمريكا الجنوبية. وقد تُظهر ما يعثر عليه من أحفوريات مستقبلا مدى انتشار تلك الفصيلة.

## اقرأ أيضًا
- سيراتوصوريا
- ألوصوريات
- ديناصور
- تيرانوصور
- تربوصور
- تريسراتبس
- صوروبودا